# Stutzheim-Offenheim
Stutzheim-Offenheim là một xã thuộc tỉnh Bas-Rhin trong vùng Grand Est đông bắc Pháp.